# Christian Reif
Christian Reif (* 24. Oktober 1984 in Speyer) ist ein ehemaliger deutscher Weitspringer.

## Leben
Christian Reif wohnt in Saarbrücken. Er gehörte von 1991 bis 2001 dem TSV Iggelheim an und wechselte dann zum ABC Ludwigshafen. Von 2013 bis 2014 startet er für den LC Rehlingen. Er wurde die letzten sechs Jahre seiner Karriere von Ulrich Knapp trainiert.
2004 betrug die persönliche Bestmarke des damals 20-jährigen schon 7,83 m. Sein erster Acht-Meter-Sprung gelang ihm am 21. Juli 2007 bei den Deutschen Meisterschaften in Erfurt. Dort sprang er 8,08 m, gewann damit den Titel und qualifizierte sich für die Weltmeisterschaften 2007 in Osaka. Dort schloss er die Qualifikation als Vierter ab und verbesserte dabei seine persönliche Bestleistung auf 8,19 m. Im Finale war er mit 7,95 m nach dem dritten Durchgang Neunter und verpasste so den Endkampf. Eine bessere Platzierung gelang ihm am 23. September 2007 beim IAAF World Athletics Finale. Zum dritten Mal sprang er über die Acht-Meter-Marke und wurde mit 8,01 m Vierter.
Im Olympiajahr 2008 zog sich Reif im Training einen Muskelfaserriss zu und verpasste die Qualifikation für die Olympischen Spiele in Peking. 2009 knüpfte er wieder an seine Leistungen aus dem Jahr 2007 an. In Paris gelang ihm im September ein Satz auf 8,18 m.

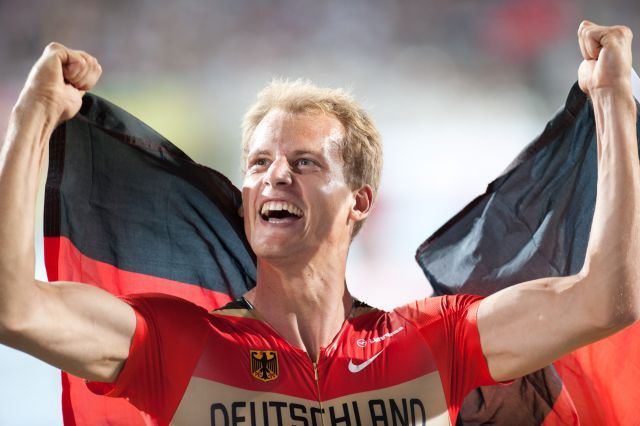
Reif bei den Europameisterschaften 2010

2010 wurde er mit neuer persönlicher Hallenbestleistung von 8,10 m Deutscher Meister in der Halle. Zwei Wochen später belegte er bei den Hallenweltmeisterschaften in Doha mit 7,86 m den fünften Platz. Zum Beginn der Freiluftsaison zeigte er sich in guter Form, als er zunächst beim Pfingstsportfest in Weinheim seine Bestmarke auf 8,22 m steigerte. Eine Woche später in Hengelo wurde er zwar von Dwight Phillips bezwungen, verbesserte sich aber als Zweiter bei noch zulässigem Rückenwind von 1,9 m/s auf 8,27 m. Mit neuer persönlicher Bestleistung von 8,47 m wurde Reif am 1. August 2010 Europameister bei den Titelkämpfen in Barcelona. Im selben Jahr wurde er zum Leichtathleten des Jahres 2010 gewählt.
Bei den Weltmeisterschaften 2011 in Daegu erreichte er den Endkampf und belegte dort den siebten Rang. Wegen Achillessehnenbeschwerden verzichtete Reif 2012 auf einen Start bei den Deutschen und den Europameisterschaften, schaffte aber die Qualifikationsnorm für die Olympischen Spiele in London. Dort wurde er Dreizehnter.
Bei den Deutschen Meisterschaften 2014 zeigte Christian Reif mit sechs Sprüngen über 8 Meter die beste Serie seiner Karriere: 8,09 / 8,10 / 8,05 / 8,18 / 8,17 / 8,20 m. Zuvor hatte er in Weinheim seine Bestleistung auf 8,49 m verbessert. Als Zweiter der Weltjahresbestenliste reiste er zu den Europameisterschaften, wo er mit 7,95 m das Ziel einer Medaille deutlich verpasste.
Am 22. Oktober 2014 beendete er überraschend seine Sportkarriere. Hintergrund dafür waren auch Einschnitte bei der Förderung der Sponsoren, die er unter anderem infolge des enttäuschenden Ergebnisses bei den Europameisterschaften in Zürich hinnehmen musste.
Reif studierte an der Universität Heidelberg und der Universität Karlsruhe (TH). 2011 machte er seinen Abschluss mit dem Bachelor Sportwissenschaften/Gesundheits- und Fitnessmanagement. Anschließend absolvierte er ein Masterstudium Sportmanagement an der Universität Bayreuth. Nach seinem Karriereende nahm er eine Stelle bei Aldi Süd als Regionalverkaufsleiter an.
Reif ist seit 2007 Mitglied der Jungen Union (JU). 2009 wurde er stellvertretender Vorsitzender des JU-Verbandes Böhl-Iggelheim. Bei den Gemeinderatswahlen im selben Jahr kandidierte Reif auf der Liste der CDU, verpasste jedoch den Einzug in den Rat. 2011 stellte sich Reif als ein Kopf einer Mitgliederwerbekampagne des CDU-Bundesverbandes zur Verfügung.
Er unterstützt verschiedene soziale Projekte und ist außerdem Botschafter des Kinderhospiz Sterntaler e. V. und des Ludwigshafener Vereins „Starke Kids sind fair“.

## Erfolge
| Jahr | Erfolge                                       |
| ---- | --------------------------------------------- |
| 2006 | Deutscher Juniorenmeister                     |
| 2007 | Deutscher Meister (8,08 m)                    |
| 2007 | 9. Platz Weltmeisterschaften (7,95 m)         |
| 2010 | Deutscher Hallenmeister (8,10 m)              |
| 2010 | 5. Platz Hallenweltmeisterschaften (7,86 m)   |
| 2010 | Deutscher Meister (8,18 m)                    |
| 2010 | Europameister (8,47 m)                        |
| 2011 | 7. Platz Weltmeisterschaften (8,19 m)         |
| 2012 | 13. Platz Olympische Spiele                   |
| 2013 | Deutscher Hallenmeister (8,06 m)              |
| 2013 | 3. Platz Halleneuropameisterschaften (8,07 m) |
| 2013 | 6. Platz Weltmeisterschaften (8,22 m)         |
| 2014 | 8. Platz Hallenweltmeisterschaften (7,75 m)   |
| 2014 | Team-Europameister (8,13 m)                   |
| 2014 | 8. Platz Europameisterschaften (7,95 m)       |

## Persönliche Bestleistungen
| Disziplin          | Leistung         | Datum        | Ort      |
| ------------------ | ---------------- | ------------ | -------- |
| Weitsprung         | 8,49 m (0,7 m/s) | 31. Mai 2014 | Weinheim |
| Weitsprung (Halle) | 8,15 m           | 2. März 2013 | Göteborg |

## Leistungsentwicklung
| Jahr | Weitsprung    | Ort                   |
| ---- | ------------- | --------------------- |
| 2006 | 7,90 m (−0,2) | Eisenberg / GER       |
| 2007 | 8,19 m (0,8)  | Osaka / JPN           |
| 2008 | 7,80 m (−0,4) | Wesel / GER           |
| 2009 | 8,18 m (0,0)  | Paris / FRA           |
| 2010 | 8,47 m (1,6)  | Barcelona / ESP       |
| 2011 | 8,26 m (0,6)  | Wesel / GER           |
| 2012 | 8,26 m (1,4)  | Weinheim / GER        |
| 2013 | 8,27 m (1,8)  | Bad Langensalza / GER |
| 2014 | 8,49 m (0,7)  | Weinheim / GER        |

## Auszeichnungen
- 2010: Leichtathlet des Jahres in Deutschland
- 2010: Sportler des Jahres in Rheinland-Pfalz
- 2011: Sportler des Jahres in Rheinland-Pfalz
- 2015: Rudolf-Harbig-Gedächtnispreis